# شیلینگ ۷۴۵۰
سیارک ۷۴۵۰ (به انگلیسی: 7450 Shilling، نامگذاری:1968OZ) هفت هزار و چهارصد و پنجاهمین سیارک کشف شده‌است که در ۲۴ ژوئیه ۱۹۶۸ کشف شد.